# دانييلا نافارو
دانييلا نافارو (بالإسبانية: Daniela Navarro) هي عارضة فنزويلية، ولدت في 27 فبراير 1984 في كاراكاس في فنزويلا.

## وصلات خارجية
- دانييلا نافارو على موقع IMDb (الإنجليزية)
- دانييلا نافارو على موقع قاعدة بيانات الفيلم (الإنجليزية)